# Kościół ewangelicko-augsburski w Dąbiu
Kościół ewangelicko-augsburski w Dąbiu – dawny neogotycki kościół ewangelicko-augsburski zlokalizowany w Dąbiu przy ul. 1 Maja.

## Historia
Świątynię budowano w latach 1801-1806. Inicjatorem budowy był Johan Georg Hörning, pastor z Władysławowa, a fundatorami mieszkańcy miasta i okolicy (parafia ewangelicka w Dąbiu powstała dopiero w 1806). Budowniczym był Johann Becker, majstrem ciesielskim Peter Henning, a majstrem stolarskim Andreas Neumann. Kościół ten posiadał wymiary: 15 metrów długości i 9 metrów szerokości. Miał siedmiogłosowe organy i 54 kilogramowy dzwon.
W 1905 ten nieznany z ikonografii obiekt przebudowano w duchu neogotyckim. Zbudowano m.in. efektowny portal ozdobiony trójkątną wimpergą, jak również wyposażone w witraże okna ostrołukowe. Całość zwieńczono wieloboczną wieżą ze spiczastym, blaszanym hełmem.
Po 1945 zaniechano użytkowania świątyni, która przeszła w prywatne ręce (właścicielem jest Kazimierz Kruk). Około 2015 obiekt odnowiono, jednak nadal nie pełni funkcji sakralnych.

## Galeria

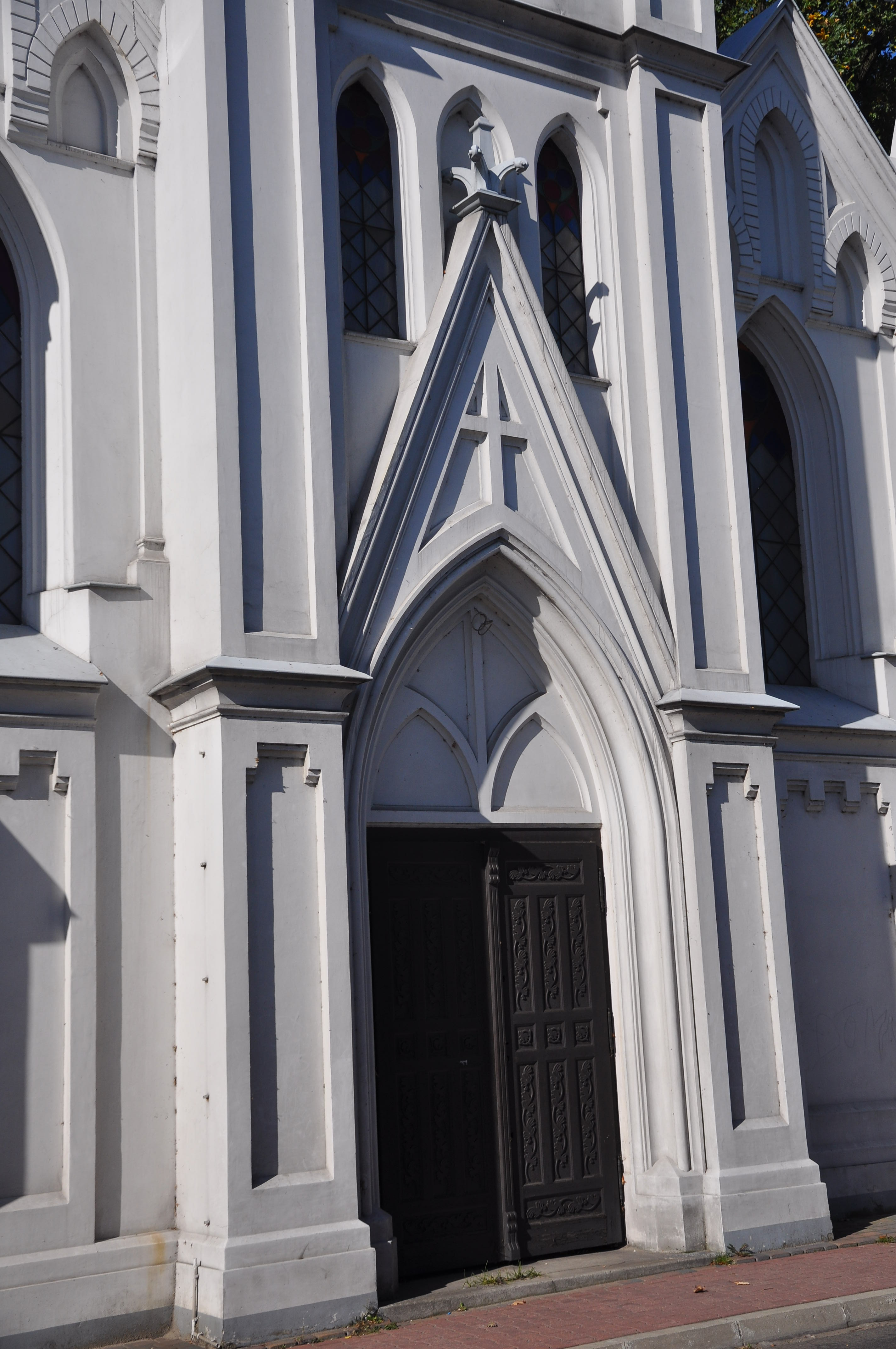
Portal
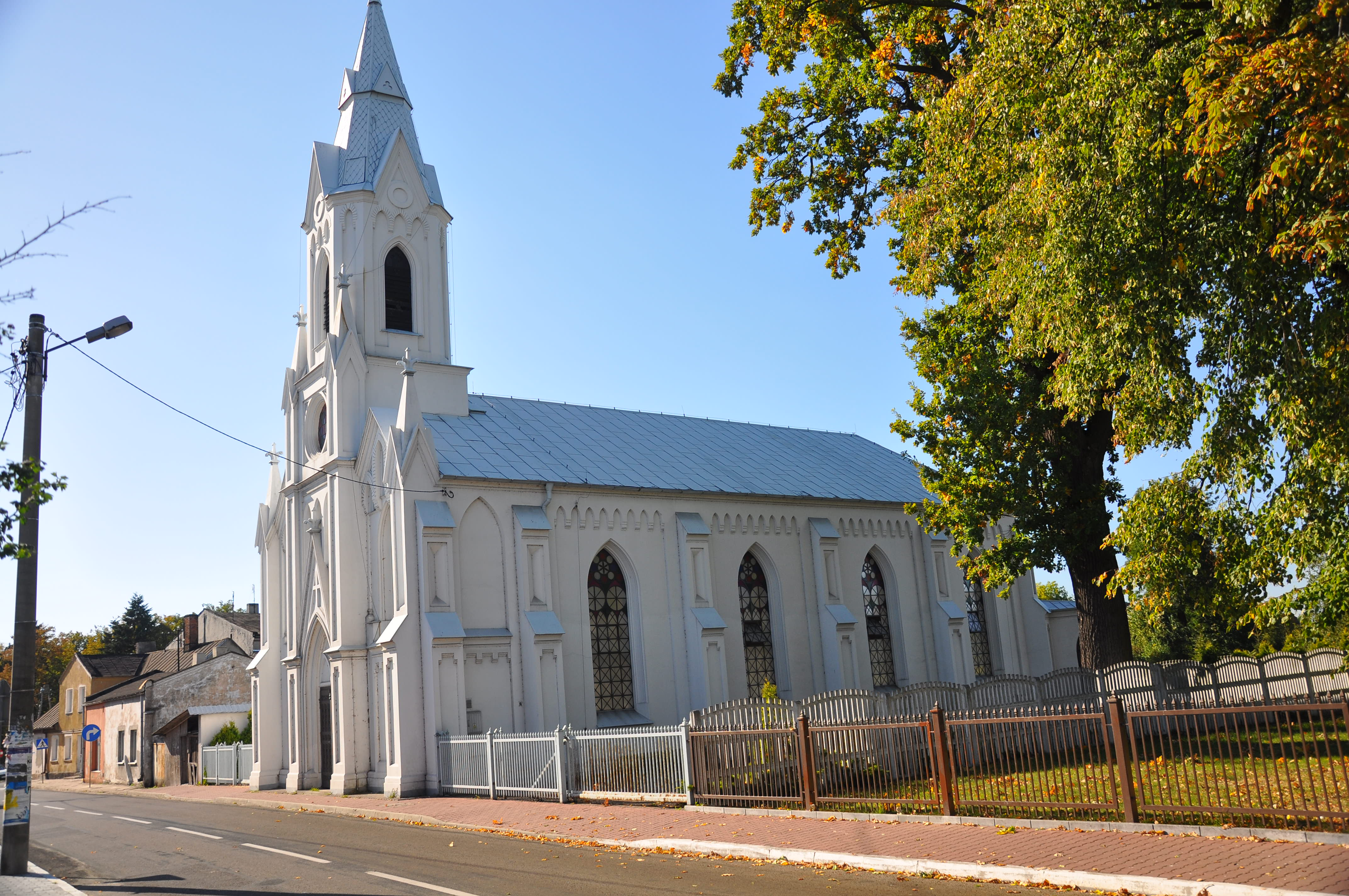
Widok boczny
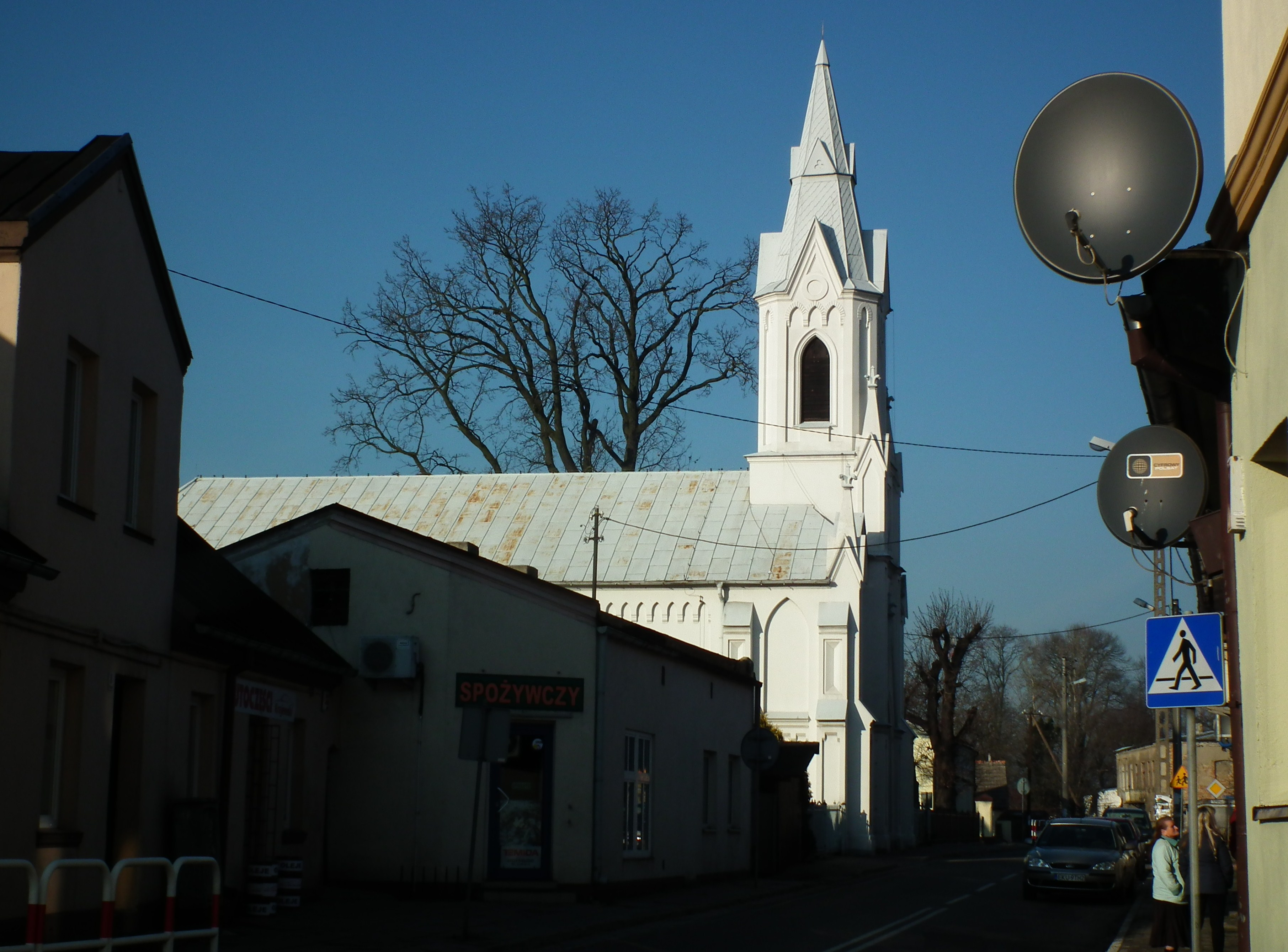
Ulica 1 Maja